# Austrokorporatismus
Austrokorporatismus ist eine besondere Form des Korporatismus in Österreich. In der Wissenschaft gilt der Austrokorporatismus als einzigartiger Modellfall. Der Begriff wird häufig als Synonym für Sozialpartnerschaft verwendet.

## Die vier Sozialpartner
Die vier Sozialpartner des österreichischen Korporatismus sind die Wirtschaftskammer Österreich (WKÖ), die Landwirtschaftskammern (LKÖ), die Bundesarbeiterkammer (BAK) sowie der Österreichische Gewerkschaftsbund (ÖGB). Sie genießen ein Repräsentationsmonopol. Das bedeutet, dass es keine anderen Interessenvertretungen in Österreich gibt, denen eine derartige Stellung im institutionellen Gefüge zukommt.

## Aufgaben der Sozialpartner
Der politische Einflussbereich der vier Kammern betrifft insgesamt drei Ebenen. Zum einen weisen die Sozialpartner ein großes Expertenwissen auf, welches sich die Regierung häufig zu Nutze macht. Sie teilen dieses oft bereits vor direkten Entscheidungen, also noch während des Willensbildungsprozesses. Darüber hinaus wird ihnen gesetzlich die Mitwirkung bei der inhaltlichen Politikgestaltung zugesichert. Seitens der Regierung werden sie traditionell vor allem bei Fragen bezüglich der Wirtschaft-, Sozial- und Arbeitsmarktpolitik konsultiert. Am Ende des Prozesses, also sobald ein Gesetz verabschiedet wurde, sind die Sozialpartner dazu angehalten, die Bundesregierung bei der Implementierung zu unterstützen.
Die Kammern müssen dabei immer zwei Logiken verfolgen. Zum einen versuchen sie der Einflusslogik gerecht zu werden. Damit ist gemeint, dass sie daran interessiert sind, das System aufrechtzuerhalten und für die Politik attraktive Partner zu bleiben. Auf der anderen Seite müssen sie auch die Bedürfnisse ihrer Klientel befriedigen, um neben der Politik auch die soziale Basis zufrieden zu stellen und die notwendige Unterstützung zu generieren.

## Folgen des EU-Beitritts
Seit dem EU-Beitritt Österreichs 1995 änderte sich die Sozialpartnerschaft grundlegend und passte ihre Struktur und Handlungen den neuen Rahmenbedingungen an. Während die Mitgliedstaaten gewisse Souveränitätsrechte an die europäische Ebene abgeben mussten, verloren zeitgleich auch die Kammern an Einfluss. Vor allem in Bereichen der Währungs-, Wirtschafts- und Agrarpolitik mussten sie ihre Vorgehensweisen anpassen. Heute wirken die vier Sozialpartner insbesondere bei der mitgliedsstaatlichen Positionierung mit. Daneben versuchen sie auch durch die Mitgliedschaft bei europäischen Dachverbänden, ihren Einfluss zu wahren und die Interessen ihrer Mitglieder zu vertreten. Ein Beispiel hierfür ist die LKÖ, die Mitglied im landwirtschaftlichen Dachverband COPA-COGECA ist.
Trotz des Veränderungsprozesses, den die vier Kammern nach dem EU-Beitritt durchliefen, kommt ihnen nach wie vor eine hohe Stellung im politischen Prozess Österreichs zu.